# Melissa Rippon
Melissa "Mel" Rippon, född 20 januari 1981 i Sydney, är en australisk vattenpolospelare. Hon är syster till Rebecca Rippon.
Rippon har representerat Australien i tre OS. Hon gjorde två mål i OS-turneringen 2004 där Australien kom på fjärde plats och sex mål i OS-turneringen 2008 där Australien tog brons. I London tog Australien brons på nytt. Styvsystern Kate Gynther har ingått i alla tre OS-lag där Melissa Rippon har varit med men olympiska sommarspelen 2012 i London var första gången som systern Rebecca Rippon inte ingick i laget hennes två familjemedlemmar spelade i OS.
Melissa Rippon tog VM-silver i samband med världsmästerskapen i simsport 2007 i Melbourne.